# Henri Feuga
Pour les articles homonymes, voir Feuga.
Henri Feuga, né le 27 décembre 1819 à La Guillotière et mort le 23 avril 1884 à Tarare, est un architecte français. 

## Biographie
Henri Feuga est maire de Brindas de 1868 à 1880 et conseiller général du Rhône de 1870 à 1880.
Il est inhumé dans l'ancienne partie du cimetière de Loyasse.

## Réalisations
Henri Feuga réalise les travaux suivants :
- église de La Tour de Salvagny ;
- château Lachaize à Montbrison ;
- restauration du château de Cornod ;
- reconstruction du château de Belair, à Tarare ;
- restauration du château de Bramafan à Sainte-Foy-lès-Lyon.

## Distinction
Henri Feuga est admis à la Société académique d'architecture de Lyon le 5 juillet 1851.